# 第27回ヴェネツィア国際映画祭
第27回ヴェネツィア国際映画祭は、1966年8月28日から9月10日にかけて開催された。

## 上映作品

### コンペティション部門
| 日本語題               | 原題                   | 監督                           | 製作国         |
| ---------------------- | ---------------------- | ------------------------------ | -------------- |
| バルタザールどこへ行く | Au hasard Balthazar    | ロベール・ブレッソン           | フランス       |
| ワイルド・エンジェル   | The Wild Angels        | ロジャー・コーマン             | アメリカ合衆国 |
|                        | Un uomo a metà         | ヴィットリオ・デ・セータ       | イタリア       |
|                        | La busca               | アンジェリーノ・フォンス       | スペイン       |
| 昨日からの別れ         | Abschied von gestern   | アレクサンダー・クルーゲ       | 西ドイツ       |
| 最初の教師             | Pervyy uchitel         | アンドレイ・コンチャロフスキー | ソビエト連邦   |
| アルジェの戦い         | La battaglia di Algeri | ジッロ・ポンテコルヴォ         | イタリア       |
| チャパクア             | Chappaqua              | コンラッド・ルークス           | アメリカ合衆国 |
|                        | Atithi                 | タパン・シンハ                 | インド         |
| 華氏451                | Fahrenheit 451         | フランソワ・トリュフォー       | イギリス       |
| 獲物の分け前           | La curée               | ロジェ・ヴァディム             | フランス       |
| 創造物                 | Les créatures          | アニエス・ヴァルダ             | フランス       |
| 夜のたわむれ           | Nattlek                | マイ・ゼッタリング             | スウェーデン   |

## 審査員
- ジョルジョ・バッサーニ （ イタリア/作家）
- リンゼイ・アンダーソン （ イギリス/映画監督）
- ルーボス・バルトーク （ チェコスロバキア/映画批評家）
- ミシェル・ビュトール （ フランス/作家）
- ルイス・ジェイコブ （ アメリカ合衆国/作家）
- レフ・クレショフ （ ソビエト連邦/映画監督）
- ヨリス・イヴェンス （ オランダ/映画監督）

## 受賞結果
- 金獅子賞：『アルジェの戦い』（ジッロ・ポンテコルヴォ）
- 審査員特別賞：『昨日からの別れ』（アレクサンダー・クルーゲ）、『チャパクア』（コンラッド・ルークス）
- 男優賞：ジャック・ペラン （『La busca』、『Un uomo a metà』）
- 女優賞：ナターリヤ・アリンバサヴォラ （『最初の教師』）
- 新人賞：『昨日からの別れ』（アレクサンダー・クルーゲ）、『チャパクア』（コンラッド・ルークス）
- サン・ジョルジョ賞：『バルタザールどこへ行く』（ロベール・ブレッソン）
- 特別表彰：ロベール・ブレッソン （一連の作品に対して）